# Rzędowy Zwornik
Rzędowy Zwornik (1589 m) – najbardziej północny z trzech wierzchołków masywu Osobitej w słowackich Tatrach Zachodnich. Ma 4 granie:
- południowa, poprzez Kopę w Osobitej (1617 m) wznosząca się do najwyższego wierzchołka (Osobita, 1687 m)
- północno-zachodnia z wierzchołkiem Krzemienna; na wysokości około 1280 m odchodzi od niej na północ grzbiet opadający do przełęczy Borek
- północno-północno-zachodnia poprzez Przednie Rzędowe Skały opadająca do ujścia Doliny Zadniej Krzemiennej nieco na południowy wschód od przełęczy Borek
- północno-wschodnia poprzez Mihulcze Siodło i Mihulczą Czubę opadająca do Koziego Gronika.

Granie te dzielą stoki opadające z Rzędowego Zwornika na cztery dolinki i żleby: Dolina Przednia Krzemienna (odnoga Doliny Błotnej), Dolina Zadnia Krzemienna i Mihulczy Żleb (obydwie są odnogami Doliny Mihulczej) oraz Żleb pod Siodło (odnoga Doliny Suchej Orawickiej). Pomiędzy ramiona grani północno-zachodniej wcina się Dolina Pośrednia Krzemienna (będąca częścią Doliny Błotnej). Wierzchołek Rzędowego Zwornika porasta kosodrzewina i karłowate świerki, górna część stoków jest również porośnięta kosodrzewiną, częściowo skalista. W całości znajduje się na obszarze ochrony ścisłej Rezervácia Osobitá.

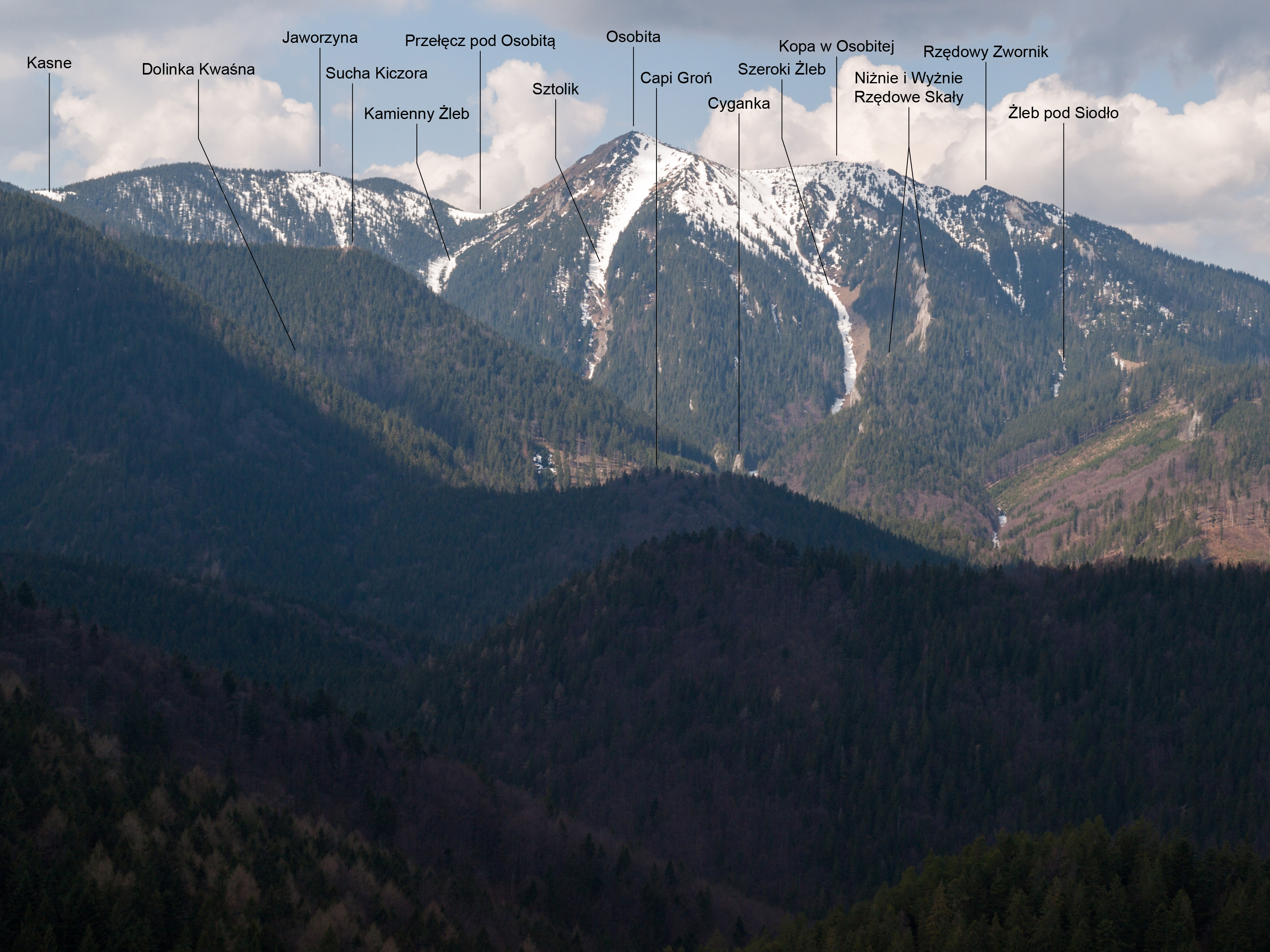
Widok ma masyw Osobitej z Turka